# Sofiówka
Sofiówka – poemat opisowy Stanisława Trembeckiego z 1804 roku, opublikowany w całości w 1806 roku.
Poemat powstał w okazji utworzenia przez Stanisława Szczęsnego Potockiego w jego posiadłości w Humaniu parku Zofiówka, nazwanego tak na cześć jego trzeciej żony Zofii.
Utwór opisuje spacer po parku, podczas którego zwiedzający odczytuje obecne w nim znaki kulturowe i snuje refleksje dotyczące problemów filozoficznych poruszanych w epoce oświecenia. Z tego względu nie ma szczegółowych opisów ogrodu, jest natomiast rozwijany dyskurs filozoficzny, którego kulminację stanowi rozmowa mędrców w odtworzonej w ogrodzie Szkole Ateńskiej. Dotyczy ona najbardziej fundamentalnych problemów wizji kosmosu i rządzących nim praw oraz rozumienia człowieka i zasad kierujących jego postępowania, a wyłania się z niej koncepcja materialistycznej natury bytu oraz opartego na myśli Epikura dążenia do zmysłowej rozkoszy motoru ludzkich zachowań. Badacze zauważają, że poeta rozumiał konsekwencje takiego widzenia świata, degradującego człowieka do roli przypadkowego wydarzenia w kosmicznym ruchu materii, jej bujnością, życiodajną siłą i trwaniem, ale też przejawem poszukiwania sensu w kulturze, która utrwala myśl ludzką. Młody Mickiewicz z podziwem mówił o artyzmie poematu, który „uważać można za arcydzieło".
Sofiówka zebrała skrajne oceny. Z jednej strony doceniano walory artystyczne i językowe poematu, z drugiej krytykowano obecne w nim przejawy panegiryzmu wobec targowiczanina Potockiego i carów rosyjskich. W 1815 roku podczas kongresu wiedeńskiego ukazało się ozdobne wydanie z tłumaczeniem na francuski, zaś na liście subskrybentów znaleźli się m.in. car rosyjski i król duński. W wileńskim wydaniu z 1822 roku komentarz napisał Adam Mickiewicz, który wysoko cenił poemat Trembeckiego (przełożył też na łacinę fragment o Ukrainie).